# Utenbach
Utenbach là một đô thị thuộc huyện Burgenland, bang Sachsen-Anhalt, Đức. Đô thị Utenbach có diện tích 5,08 km², dân số thời điểm ngày 31 tháng 12 năm 2006 là 134 người.